# Střítež (Morávia-Silésia)
Střítež é uma comuna checa localizada na região de Morávia-Silésia, distrito de Frýdek-Místek‎.